# スコルピオン1世 (ファラオ)
スコルピオン1世（Scorpion I）は、エジプト先王朝時代の上エジプトの最初のファラオ。名前はサソリの女神セルケトに因む。

## 沿革
スコルピオン1世は、より有名なスコルピオン2世の治世の1世紀か2世紀前にw:Thinisに居住していたと考えられており、恐らくは上エジプトの最初の支配者である。彼の墓は、アビドスにある王家の墓の1つU-j墓であるとされている。墓は古代に盗掘されているが、その中で、何らかに結ぶために穴が開けられ、また恐らくそれが由来する街の名前だと思われる象形文字が描かれた小さな象牙の飾り板が多数発見されている。このうちの2つは、三角州にあったブバスティスとブトの街を表していると考えられ、スコルピオン1世の軍がナイル川デルタに侵攻したことを示していると考えられている。スコルピオン1世による遠征のために文字での記録が必要となり、象形文字のシステムが確立したという説もある。
近年、イェール大学のジョン・ダーネルにより5000年前の落書きが発見されたが、そこにはスコルピオン1世が別の王朝（恐らくはナカダ文化）の王を破る様子が描写されていた。破られた王または場所の名前は"Bull's Head"とされ、この名前もU-j墓に見られる。
スコルピオン1世の墓は、考古学者の間では、古代にワインが飲まれていた証拠として有名である。墓の調査で、紀元前約3150年に遡るワインの黄色い残渣を含む輸入物の陶器の壺が数十個も発見されている。また、ブドウの種子、皮、乾燥した果肉も発見されている。